# Землянский сельский совет (Харьковская область)
Землянский сельский совет — входит в состав Волчанского района Харьковской области Украины.
Административный центр сельского совета находится в селе Землянки.

## История
- Весна 1918 — дата образования данного сельского Совета депутатов трудящихся в составе … волости Волчанского уезда Харьковской губернии ДКР.
- С марта 1923 года — в составе Волчанского района Харьковского о́круга, с февраля 1932 — в Харьковской области УССР.
- После 17 июля 2020 года в рамках административно-территориальной «реформы» по новому делению Харьковской области[2][3] данный сельский совет, как и весь Волчанский район Харьковской области, был упразднён; входящие в него населённые пункты и его территории присоединены к … территориальной общине Чугуевского района.
- Сельсовет просуществовал 102 года.

## Населённые пункты совета
- село Землянки
- село Бударки